# جیک هاید
جیک هاید (انگلیسی: Jake Hyde؛ زادهٔ ۱ ژوئیهٔ ۱۹۹۰) بازیکن فوتبال اهل بریتانیا است.
از باشگاه‌هایی که در آن بازی کرده‌است می‌توان به باشگاه فوتبال هیز و یدینگ یونایتد، باشگاه فوتبال میدنهد یونایتد، باشگاه فوتبال ووکینگ، باشگاه فوتبال سوئیندون تاون، باشگاه فوتبال ویموث، باشگاه فوتبال داندی، باشگاه فوتبال بارنت، باشگاه فوتبال استیونج، و باشگاه فوتبال یورک سیتی اشاره کرد.